# 엔피코어
엔피코어(NPCore Co. Ltd.)는 APT대응 및 EDR 보안솔루션을 공급하는 대한민국의 기업이다. 미래에셋증권을 주관사로 상장을 준비중이다 기존 안티바이러스가 방어하지 못하는 랜섬웨어 및 신・변종 악성코드 대응을 주력으로 한다  2023년 산업통상자원부와 한국무역협회에 의해 ‘1백만 불 수출의 탑’ 부문에 선정돼 수상하였다

## 같이 보기
- 랜섬웨어

## 참고문헌
1. ↑  이소미, 엔피코어, AI 기반 보안 솔루션 전문기업으로... Pre IPO 80억 유치 완료, 보안뉴스, 2023-11-28
2. ↑  최인환, 정보보안 시장의 '트렌드 세터' 엔피코어 한승철 대표, 2021.11.29
3. ↑  정종길, 엔피코어, ‘1백만불 수출의 탑’ 수상…“해외 시장 도전 계속할 것”, IT데일리, 2023.12.05